# Séris
Séris is een gemeente in het Franse departement Loir-et-Cher (regio Centre-Val de Loire) en telt 349 inwoners (2004). De plaats maakt deel uit van het arrondissement Blois.

## Geografie
De oppervlakte van Séris bedraagt 17,7 km², de bevolkingsdichtheid is 19,7 inwoners per km².
De onderstaande kaart toont de ligging van Séris met de belangrijkste infrastructuur en aangrenzende gemeenten.

## Demografie
Onderstaande figuur toont het verloop van het inwonertal (bron: INSEE-tellingen).